# Macromia arachnomima
Macromia arachnomima är en trollsländeart som beskrevs av Maurits Anne Lieftinck 1953. Macromia arachnomima ingår i släktet Macromia och familjen skimmertrollsländor. IUCN kategoriserar arten globalt som livskraftig. Inga underarter finns listade i Catalogue of Life.